# Bille en tête (film)
Pour les articles homonymes, voir Bille en tête.
Pour plus de détails, voir Fiche technique et Distribution.
Bille en tête est un film français réalisé par Carlo Cotti, sorti en 1989.

## Synopsis
Virgile, 16 ans, se sent seul. Son père trop pris par son travail d'avocat et sa mère constamment absente, il trouve un tant soit peu de réconfort auprès de sa grand-mère. Mais un jour il rencontre une femme mariée qui lui porte un peu plus d'attention.

## Fiche technique
- Titre : Bille en tête
- Réalisation : Carlo Cotti, assisté de Jacques Cluzaud
- Scénario : Carlo Cotti et Alexandre Jardin d'après son propre roman
- Photographie : Jean-Claude Larrieu
- Montage : Jennifer Augé
- Musique : Jean-Claude Petit
- Décors : Jean-Pierre Clech
- Costumes : Odile Sauton
- Producteurs : Tarak Ben Ammar, Claude Berri
- Producteur exécutif : Mark Lombardo
- Société de production : Carthage Films / FR3 Cinéma / Générale d'Images / Roma Productions
- Pays de production :  France
- Format : Couleur (Kodak)
- Genre : Comédie dramatique
- Durée : 92 minutes
- Date de sortie :
  - France : 21 juin 1989

## Distribution
- Thomas Langmann : Virgile
- Kristin Scott Thomas : Clara
- Danielle Darrieux : l'Arquebuse
- Patrick Raynal : Raoul
- Michel Albertini : Jean
- Thibault Rossigneux : Claude
- Vincent Wallez : Philippe
- Philippe Perrussel : Albert
- Marie-France Mignal : Maîtresse Raoul
- Fabienne Lareido : Secrétaire Raoul
- André Penvern : le proviseur au dîner
- Roland Amstutz : le proviseur du lycée
- Jean-Luc Mimault : le contrôleur S.N.C.F.
- Joseph Moreau et Gilbert Linol : les gendarmes
- Pierre Jarillon : le gardien du Parc Monceau
- André Deslandes : le docteur
- Taoufi Giga : le curé
- Louis Lalanne : le concierge du lycée
- Franck Laigneau : valet golf
- Mireille Cholet : la femme de ménage
- Patrice Galitzine : homme golf
- Fabienne Chaudat, Josiane Pinson et Marie-Christine Fabre : les joueuses de bridge
- Julie Marboeuf : la jeune fille au golf